# Fortunato Baldelli
Fortunato Baldelli (ur. 6 sierpnia 1935 w Valfabbrica, zm. 20 września 2012 w Rzymie) – włoski duchowny katolicki, kardynał, dyplomata papieski, wysoki urzędnik Kurii Rzymskiej, Penitencjariusz Większy.

## Życiorys
Święcenia kapłańskie otrzymał 18 marca 1961 z rąk kardynała Luigiego Traglii i pracował jako kapłan w diecezji Assisi-Nocera Umbra-Gualdo Tadino. Posiadał dyplom z prawa kanonicznego. Od 1966 pracował w dyplomacji papieskiej. Pierwszymi placówkami były Kuba i Egipt. Karierę dyplomaty kontynuował w Sekretariacie Stanu Stolicy Apostolskiej i Radzie do Spraw Publicznych Kościoła, a także w Radzie Europy w Strasburgu jako specjalny wysłannik – obserwator z ramienia Stolicy Apostolskiej.
12 marca 1983 otrzymał nominację na tytularnego arcybiskupa Mevania i Delegata Apostolskiego do Angoli. Sakry 23 kwietnia tego samego roku udzielił mu kardynał Agostino Casaroli, ówczesny Sekretarz Stanu Stolicy Apostolskiej. W latach kolejnych zmieniał placówki i był nuncjuszem lub pronuncjuszem w takich krajach jak: Wyspa św. Tomasza i Książęce, Dominikana, Peru i Francja. W tym ostatnim kraju swą funkcję sprawował najdłużej (od 1999 do 2009). Oprócz swego rodzimego języka abp Baldelli mówił też po francusku, hiszpańsku i portugalsku.
2 czerwca 2009 został skierowany przez Benedykta XVI do pracy w Kurii jako Penitencjariusz Większy. Był tam następcą odchodzącego na emeryturę kard. Stafforda. 20 października 2010 papież ogłosił, iż abp Baldelli znajdzie się wśród 24 nowych kardynałów, których kreacja nastąpiła na konsystorzu w dniu 20 listopada. 5 stycznia 2012 papież przyjął jego rezygnację, a jego następcą został Manuel Monteiro de Castro.